# Kozloduy
Kozloduy (en búlgaro: Козлодуй) es una ciudad de Bulgaria, capital del municipio homónimo en la provincia de Vratsa.
Es una ciudad de 14 717 habitantes ubicada al noroeste de Bulgaria, a orillas del río Danubio. La ciudad fue liberada del Imperio otomano el 23 de noviembre de 1877 por el ejército imperial ruso. Kozloduy es conocida tanto por su planta de energía nuclear, única que posee Bulgaria y que está situada en sus inmediaciones, como por el barco Radetzky. 

## Geografía
- Altitud: 31 metros.
- Latitud: 43°46′59″ N
- Longitud: 23°43′59″ E